# SpaceX Crew-9
SpaceX Crew-9 war eine bemannte NASA-Mission mit einem Crew-Dragon-Raumschiff im Rahmen des Commercial-Crew-Programms. Die Mission startete am 28. September 2024 mit einer Falcon 9 von SpaceX zur Internationalen Raumstation (ISS). Das Raumschiff kehrte am 18. März 2025 zur Erde zur zurück und hatte dabei auch zwei Raumfahrer an Bord, die bereits seit Juni 2024 auf der ISS waren, aber nicht mit ihrem eigenen Raumschiff hatten zurückkehren können.

## Besatzung
Beim Start:
- Nick Hague, Kommandant, 2. Raumflug (USA/NASA)
- Alexander Gorbunow, Missionsspezialist, 1. Raumflug. (Russland/Roskosmos)

Bei der Landung zusätzlich:
- Barry Wilmore
- Sunita Williams

Ursprünglich waren vier Personen für den Hinflug zur ISS vorgesehen, wobei Hague nicht als Kommandant, sondern als Pilot dienen sollte. Als Kommandantin war Zena Cardman geplant, als Missionsspezialistin Stephanie Wilson, der Start hätte im August 2024 stattfinden sollen. Zwei der Sitze mussten dann jedoch für die Astronauten Barry Wilmore und Sunita Williams freigemacht werden, die im Juni mit der Mission Boe-CFT zur ISS gestartet waren, aber mit ihrem eigenen Raumschiff nicht mehr zurückkehren konnten und den Heimflug mit Crew-9 antreten sollten. Die Entscheidung, Zena Cardman als Kommandant durch Nick Hague zu ersetzen, wurde von Chef-Astronaut Joe Acaba getroffen. Eine Rolle spielte dabei, dass Hague bereits Weltraumerfahrung hatte.

## Mission
Die Crew Dragon startete als erste bemannte Mission vom dafür durch SpaceX umgebauten Space Launch Complex 40 der Cape Canaveral Space Force Station in Florida. Mit Andocken an die ISS wurde die Besatzung Teil der ISS-Expedition 72.
Nach etwa fünf Monaten auf der ISS hätten Hague und Gorbunow zusammen mit Wilmore und Williams im Februar 2025 ihren Rückflug antreten sollen. Stattdessen gab es bei Ankunft der SpaceX Crew-10 an der ISS eine Übergabe durch Hague und Gorbunow sowie Wilmore und Williams des Boe-CFT, die dann gemeinsam mit dem Crew-9-Raumschiff zurückkehrten.